# 今村成和
今村 成和（いまむら しげかず 1913年7月20日 - 1996年10月13日）は、日本の法学者。専門は、行政法・経済法。
学位は、法学博士（東京大学、1961年）（学位論文「国家補償法」）。北海道大学名誉教授、北海学園大学名誉教授。日本学士院会員。1985年勲一等瑞宝章受章。京城（後の韓国ソウル）生まれ。父は樺太庁長官の今村武志、柳宗悦は母方の伯父。

## 経歴
朝鮮京城生まれ。京城師範学校附属小学校・中学校卒業。1934年3月、 第二高等学校文科甲類卒業。1937年3月 - 東京帝国大学法学部政治学科卒業。
1937年4月、三菱商事株式会社入社（総務部文書課法規係勤務）。
1947年8月、公正取引委員会事務局事務嘱託。1947年9月、公正取引委員会事務局調査部第一課勤務。1948年7月、公正取引委員会事務局調査部事業者団体課長。1949年7月、公正取引委員会事務局調査部調査第一課長。
1950年3月、北海道大学法文学部専任講師。1950年4月、北海道大学法経学部専任講師。
1950年6月、文部省内地調査員（1951年4月まで）。1951年6月、文部省内地調査員（1952年3月まで）。
1952年1月、北海道大学法経学部教授。1955年8月、北海道大学評議員（1961年3月まで）。1959年4月 - 北海道大学法学部長（1961年3月まで）。1965年10月 - 北海道大学附属図書館長（1971年9月まで）。1975年5月 - 北海道大学学長（1981年4月まで）。
東北大学法学部（1967年6月 - ）、名古屋大学法学部（1970年8月 - ）、東京大学法学部（1971年10月 - ）、弘前大学人文学部（1972年7月 - ）で非常勤講師を併任した。
1981年、北海道大学退官、北海道大学名誉教授。同年4月、北海学園大学法学部教授。1993年10月、北海学園大学退職。1993年12月、北海学園大学名誉教授。
1996年、脳梗塞で入院中の札幌市内の病院で肺炎のため死去。墓所は多磨霊園。

### 学外における役職
- 1953年6月 - 北海道収用委員会委員
- 1957年1月 - 日本学術会議会員（第4期から第11期まで）
- 1957年11月 - 北海道地方労働委員会委員
- 1959年9月 - 北海科学技術審議会委員
- 1960年3月 - 司法試験考査委員
- 1962年1月 - 産業構造審議会専門委員
- 1962年4月 - 学術奨励審議会委員（1964年3月まで）
- 1965年9月 - 人権擁護委員（1975年9月まで）
- 1965年10月 - 公共用地審議会臨時委員（1966年3月まで）
- 1966年 - 日本公法学会理事（1988年まで）
- 1972年 - 租税法学会理事（1988年まで）
- 1974年2月 - 北海道物価対策委員会委員
- 1974年7月 - 道民生活安定審議会委員
- 1975年1月 - 日本学術会議第二部長
- 1975年5月 - 科学技術会議専門委員
- 1975年7月 - 大学設置審議会委員（大学設置分科会）
- 1979年 - 経済法学会理事長（1987年まで）
- 1980年 - 日本土地法学会会長（初代　1983年まで）[3]
- 1991年 - 国際経済法学会会長（初代　1993年まで）
- 1992年 - 日本学士院会員
- 1992年 - 北海道ポーランド文化協会会長[4]

## エピソード
恩師である田中二郎が北海道大学の併任教授をしていたが、その後任で専任教授として赴任した。脳梗塞で倒れて自身が死去した際は、「法律系図書が不足しがちなので、私の蔵書は全て北海学園大学付属図書館に寄贈してもらいたい」と遺言した事により、「今村文庫」として北海学園大学付属図書館に配架されている。カメラ収集や風景写真撮影を趣味としていた。

## 学説
国家賠償法1条1項に基づく責任について、国家がそれを加害公務員個人の不法行為責任を肩代わりしたものと解する通説である代位責任説に対して、今村は、それを国又は公共団体が第一次的あるいは直接的に負うものと解する自己責任説なる一人説を提唱した。

## 受賞歴
勲一等瑞宝章（1985年（昭和60年））

## 主著
- 『国家補償法』（有斐閣法律学全集、1957年）
- 『独占禁止法（新版）』（有斐閣、1978年）
- 『行政法入門（第6版）』（有斐閣、1995年）
- 『行政法入門（第8版補訂版）』（有斐閣、2007年）＊畠山武道が補訂
- 『独占禁止法入門（第4版）』（有斐閣、1993年）
- 『人権論考』（有斐閣、1994年）

## 門下生
- 秋山義昭
- 畠山武道